# ناراها، فوکوشیما
ناراها، فوکوشیما (به لاتین: Naraha, Fukushima) یک منطقهٔ مسکونی در ژاپن است که در استان فوکوشیما واقع شده‌است. ناراها ۱۰۳٫۴۵ کیلومترمربع مساحت و ۹۷۶ نفر جمعیت دارد.